# Лясковський Володимир Георгійович
Володимир Георгійович Лясковський (31 грудня 1917 року, м. Катеринослав — 28 травня 2002 року, м. Одеса, Україна) — український та радянський письменник і журналіст.

## Біографія
Народився 31 грудня 1917 в м, Катеринославі (тепер Дніпро).
У 1934 р. на Уралмаші, куди був відряджений його батько для відновлення народного господарства, закінчив школу фабрично-заводського навчання, де набув фах токаря.
У 1937 році закінчив Московську газетну школу, став журналістом, працював кореспондентом воронезької обласної газети «Комуна». Одночасно захопився театром і в 1937—1939 рр. працював актором Дніпропетровського російського театру ім. Горького.
З 1939 по 1949 р — кореспондент газети «Комсомольська правда». З першого дня Великої Вітчизняної війни і до взяття рейхстагу, Володимир Лясковський — військовий кореспондент «Комсомолки». Брав участь у визволенні Одеси, України, Румунії, Болгарії, Польщі Угорщини, взяття Берліна.
Першим з журналістів Володимир Лясковський дізнався і спільно з Михайлом Котовим в 1943 р написав книгу про безстрашного подвиг підпільної організації Молода гвардія та її керівника Олега Кошового. Фронтовим соратником і другом Володимира Лясковського був знаменитий Аркадій Гайдар, спогади про якого згодом знайшли своє відображення в багатьох оповіданнях і книгах письменника.
Фронтові дороги війни пов'язали Володимира Лясковського довгою і доброю дружбою з Євгеном Долматовським, Костянтином Паустовським, Григорієм Поженяном, Борисом Польовим, Віктором Полторацьким, Натаном Рибаком, композитором Модестом Табачниковим. Після закінчення війни, в 1946—1949 рр. Володимир Лясковський кореспондент Комсомольської правди Вірменії.
В Одесі, де Володимир Лясковський оселився в 1949 р., його ім'я відразу стало широко відомим в літературних колах, завдяки сотням репортажів і нарисів в газетах і журналах. У творах Лясковського були описані нелегку працю трудівників сільського господарства, моряків, портовиків і всіх тих, хто своєю творчою працею створював красу. Він першим з літераторів зробив кілька рейсів до китобійної флотилії Слава, де редагував до виходу багатотиражку Радянський китобій.
Член Спілки письменників з 1955 року. Автор 42 книг загальним тиражем понад 5 мільйонів примірників. Творче кредо письменника — правдиве зображення подій і сучасників, звеличення Людини-Борця, Героя-Трудівника. Неабиякі акторські дані і володіння чудовим качалівським голосом, здобули Володимиру Лясковському заслужену славу під час своїх численних виступів і зустрічей з читачами.
Помер в Одесі 28 травня 2002 року.

## Творчість

### Збірники прози
- 1944 — «Серця сміливих» (співавтор М. Котов)
- Лясковский В.Г. Аппассионата: Очерки [о сов. людях]. – 2-е изд., перераб. И доп. – Одесса: Маяк, 1980. – 327 с.; ил.
- Лясковский В.Г. Аппассионата. Очерки. – Одесса: Маяк, 1976. – 200 с.
- Лясковский В.г. Всегда с Гайдаром. – Одесса: Маяк, 1977. – 204 с.
- Бурлаков А. Образ героического обаяния : [о книге В.Лясковского «Всегда с Гайдаром»] // Знамя коммунизма. – 1978. – 12 янв.
- Лясковский В. Дружба. – Одесское Облиздат, 1949. – 131 с.

### Окремі прозові твори
- Лясковский В.Г. Капелька в море : Повесть. – Одесса: Маяк, 1969. – 368 с.
- Лясковский В.Г. Голубая лента: Повесть. – Одесса: ОТ изд., 1956. – 165 с.
- Лясковский В.Г. Гусарская баллада. – Одесса: Маяк, 1964. – 179 с.
- Лясковский В.Г. Черноморцы под землей : Документальная повесть. – Одесса: Одл. Изд., 1958. – 136 с.
- Лясковский В. Ангела берут за шиворот : Рассказ / В. Лясковский // Правда Украины. – 1952. – 27 марта.
- Лясковський В. Безсмертя. Із записної книжки письменника / В. Лясковський // Літературна Україна. – 1965. – 29 жовт.

## Нагороди
За участь в боях нагороджений орденами Червоної Зірки і Вітчизняної війни та 14 медалями.
За заслуги в області літератури нагороджений орденом «Знак Пошани», почесними грамотами Верховної ради України та Вірменії, національною премією Спілки журналістів України, Всеукраїнської літературної премією Макара Посмітного.